# Pere Mejan
Pere Mejan, nacido en Barcelona en 1972, es un ilustrador y dibujante de cómic que ha publicado en España, Francia, Holanda y Corea del Sur.

## Biografía
Recibió su formación en la Escola Joso.
Con La Revolución de los Pinceles, escrita por Josep Busquet y publicada por Dolmen Editorial, obtuvo los galardones de Autor Revelación y Mejor Dibujo en el Salón del Cómic de Barcelona 2009. 
En 2011 coordinó junto a Tomeu Pinya el cómic colectivo nacido del movimiento social 15M, Yes We Camp! Trazos para una Revolución.
En 2012 participó como voluntario con Acción contra el Hambre en un taller de Cómic para un grupo de niños y niñas en Palestina. 